# Helmuth Theodor Bossert
Helmuth Theodor Bossert (Landau in der Pfalz, 1889. szeptember 11. – Isztambul, 1961. február 5.) német származású régész, hettitológus.

## Élete
Tanulmányait Strasbourg, München, Freiburg és Heidelberg egyetemein végezte művészettörténet, történelem, régészet, és a német nyelv és irodalom szakokon. 1913-ban írta doktori értekezését a freiburgi plébániatemplom oltáráról. Az első világháborúban önkéntesként szolgált. A háború után egyetemi karrierjét feladva a berlini Wasmuth tudományos kiadónál vállalt állást, valamint itt publikálta első munkáit.
A nagy gazdasági világválság miatt 1929-ben a Wasmuth-tól elbocsátották, de a publikálást folytatta. 1930-tól foglalkozott az akkor még hettitának gondolt luvi írással. 1933-ban ösztöndíjjal utazott először Törökországba. Elsődleges célja a nemrégiben megtalált hattuszaszi levéltár teljes feltárása és publikálása volt. Eckhard Ungerrel együtt megpróbálta átvenni Boğazkale feltárását Kurt Bitteltől és Hans Gustav Güterbocktól azzal az érvvel, hogy Bittel és Güterbock nem elég hazafias. Bittel szerint Bossert ragaszkodott a horogkeresztes birodalmi lobogóhoz és a náci karlendítéshez, amikor egy francia miniszter látogatta meg az ásatásokat. 1934-ben az Isztambuli Egyetem egy megüresedett állását kínálták fel neki, amit elfogadott, és 1959-ben kapta meg az egyetem tiszteletbeli professzora címet. Az állással együtt megkapta a török állampolgárságot is.
1939 és 1946 között a második világháború miatt a kutatás szinte teljesen leállt. Csak 1946-ban indult újra Halet Çambel és Bahadır Alkım részvételével a jelentős karatepei és adanai ásatásokkal. 1947-ben Karatepén Azittavadda feliratának megtalálása óriási jelentőségű volt a hettitológia számára, mivel ez volt az első olyan bilingvis (luvi–föníciai) felirat, amelynek nagy terjedelme a luvi hieroglif írás megértését nagy lépéssel előrevitte. Adanában pedig az arameus–föníciai keveréknyelvű Kilamuva-sztélé megtalálása fűződik a nevéhez, ami gyakorlatilag az egyetlen egykorú helyi forrás Szamal történetéről. 1955-től főleg Mopszuhesztia területén ásatott.